# 小行星2976
小行星2976（2976 Lautaro）是一颗围绕太阳公转的小行星。1974年4月22日，卡洛斯·托雷斯在Cerro El Roble发现了此天体。
該小行星以智利馬普切領袖萊夫扎茹命名。
这颗小行星的绝对星等为183.0777899462129等。